# Noë-les-Mallets

Noë-les-Mallets este o comună în departamentul Aube din nord-estul Franței. În 1 ianuarie 2022 avea o populație de 104 de locuitori.